# Gerrit Jan Hillegondus Ebbinge Wubben
Gerrit Jan Hillegondus Ebbinge Wubben (Staphorst, 11 februari 1834 - Roden, 11 mei 1908) was een Nederlandse notaris en burgemeester.

## Leven en werk
Ebbinge Wubben was een zoon van de Staphorster burgemeester Frederik Allard Ebbinge Wubben en Johanna Margaretha Cornelia de Groot en de oudere broer van Cornelis Philippus Ebbinge Wubben. Hij studeerde rechten en werd burgemeester van Grijpskerk in 1861. Voor zijn inzet ten tijde de cholera-epidemie in 1866, kreeg hij een bronzen medaille toegekend.
In 1867 werd hij burgemeester van Smilde. Hij bleef er niet lang, in 1868 vestigde hij zich als notaris in Roden. Hij kocht in 1874 een steen- en pannenfabriek in Terheijl, deze is vermoedelijk in de jaren 80 van de 19e eeuw afgebroken. Hij overleed in Roden op 74-jarige leeftijd.